# Jackie dans la savane
Jackie dans la savane (en japonais 大草原の小さな天使　ブッシュベイビー, Daisougen no Chiisana Tenshi Bush Baby, ou littéralement Bush Baby, le Petit Ange des Grandes Savanes) est une série d'animation japonaise réalisée par Takayoshi Suzuki et qui est adaptée du roman The Bushbabies de 1965 par William Stevenson. 
La série a été produite par la Nippon Animation en 1992 (du 12 janvier au 20 décembre), dans le cadre du vaste projet de la série de la World Masterpiece Theater. Elle est composée de 40 épisodes. Elle fut diffusée au Japon par Fuji TV, mais aussi en France dès le 11 janvier 2000 sur France 3.

## Synopsis
Jackie Rhodes est une petite fille britannique de 13 ans, élevée dans la savane, près du Mont Kilimandjaro, au Kenya, par son père, qui travaille comme gardien d'une immense réserve. Celui-ci est également aidé par Tenbo, son bras droit, pour lutter efficacement contre les braconniers. Un jour, Jackie trouve un galago (en anglais bushbaby) malade, qu'elle adopte alors en l'appelant Murphy pendant qu'il se fait soigner. Jackie et son animal de compagnie, ainsi que son père et ses amis parcourent alors d’innombrables aventures avec des animaux sauvages ou pour déjouer les tours des braconniers.
Le Kenya vient de réussir son indépendance, s’affranchissant enfin de la colonisation anglaise. Pour les vieux colons, le travail commence à devenir un problème, étant donné que le nouveau gouvernement met en place une politique active de substitution des anglo-saxons par du personnel local pour tous les métiers qui avaient été jusqu’alors l’apanage des colons. Comme beaucoup de ses amis avant lui, le père de Jackie perd son travail et est contraint d'entreprendre avec sa famille le voyage de retour en Angleterre. Mais à Mombasa, juste avant de partir, Jackie perd les papiers de son animal de compagnie, Murphy. Elle doit alors quitter le navire pour l'Angleterre et reste au Kenya.
Jackie a la chance de croiser Tenbo au port afin qu’il l’aide. Mais parce qu’il est vu sans explication plausible avec une jeune fille blanche, on l’accuse d'avoir kidnappé Jackie. Une chasse à l'homme est alors organisée pour le rechercher qui implique l’armée du Kenya et des responsables diplomatiques. Tenbo est en outre pourchassé par quelques braconniers après les avoir espionnés dans certains de leurs entrepôts. 
Jackie et Tenbo doivent échapper aux braconniers et aux policiers les chassant, et parcourir des dangereuses zones de la savanes. Durant ce voyage, Jackie apprendra à Murphy à survivre dans la nature pour le relâcher dans son habitat naturel avant qu'elle ne quitte le Kenya.

## Personnages
- Jacqueline Jackie Rhodes (VO : Maya Okamoto ; VF : Sabrina Leurquin)
- Tenbo/Micky (VO : Jurota Kosugi ; VF : Jean-Paul Clerbois)
- Andrew Rhodes (VO : Junichi Kanemaru ; VF : Philippe Allard)
- Arthur Rhodes (VO : Takaya Hashi ; VF : François Mairet)
- Kate Addleton (VO : Miyuki Matsushita ; VF : Lydia Cherton)
- Hanna Kaufmann (VO : Youko Sasaki ; VF : Lydia Cherton)

## Fiche technique
- Titre original : 大草原の小さな天使　ブッシュベイビー (Daisougen no Chiisana Tenshi Bush Baby)
- Titre français : Jackie dans la savane
- Réalisation : Takayoshi Suzuki
- Production : Minoru Wada, Yoshihiro Suzuki, Ryuji Matsudo
- Scénario : Akira Miyazaki, d'après le roman The Bushbabies de 1965 par l'auteur canadien William Stevenson
- Dates de diffusion :
  - au  Japon : 12 janvier 1992 - 20 décembre 1992 (Fuji TV)
  - en  France : à partir du 11 janvier 2000 (France 3)

## Musique
Musique de la série composée par Akira Miyagawa.
Thèmes d'ouvertures
1. Apollo (des épisodes 1 à 22), par Yasuhide Sawa
2. Hohoemi de Prologue (微笑みでプロローグ) (des épisodes 23 à 40), par Satoko Yamano

Thème de fin
- Tori ni Naru (鳥になる), par Maya Okamoto

## Épisodes[1]
1. Un bébé dans les bois
2. Ne meurs pas Murphy
3. Le rhinocéros
4. À la recherche du biberon
5. L'éléphant blessé
6. Murphy est malade
7. Hanna la vétérinaire
8. L'avion du professeur Crankshaw
9. Promenade au clair de lune
10. Enfant de la brousse
11. Le massacre des éléphants
12. L'arrestation de Tembo
13. Détective en herbe
14. Attaque de babouins
15. Le baobab
16. La cachette secrète
17. Les braconniers
18. La veste de Murphy
19. Le début du voyage
20. Kilimandjaro
21. Au revoir, Kate
22. L'autorisation est perdue
23. À l'instant du départ
24. Seule en Afrique
25. Un mandat d'arrêt contre Tembo
26. Murphy est en danger
27. La fuite
28. Le passage des éléphants
29. La vie sauvage
30. La loi de la jungle
31. La flèche empoisonnée
32. Tembo le guerrier
33. Prisonnière des flammes
34. La cabane du Masaï
35. Jackie est découragée
36. Deux guerriers et un léopard
37. Souvenir d'un jour de pluie
38. La gare de N'Di
39. Murphy l'intrépide
40. Au revoir Murphy